# Brunó Straub
Brunó Ferenc Straub (prononcé /brunoː fɛrɛnʦ ʃtrɒub/, né le 5 janvier 1914 à Nagyvárad et mort le 15 février 1996 à Budapest, est le dernier président de la république populaire de Hongrie, du 29 juin 1988 au 23 octobre 1989.

## Distinctions
- Grand collier de l'ordre de l'Infant Dom Henri  Portugal (1991)
- Commandeur avec étoile de l'ordre du Mérite hongrois